# 输卵管
输卵管，是人和动物体内携带卵子从卵巢传递到生殖系统其他部分（对哺乳动物来说，主要是子宫）或外部的管道。
女人的输卵管位于骨盆腔内，左右各一，一端膨大呈喇叭状，开口于腹腔，接受来自卵巢排出的卵细胞，另一端与子宫相通；卵细胞一般在输卵管内受精。

## 結構
输卵管是從稱為子宮角子宮的開口處和子宮連結的，輸卵管這側的開口稱為近端輸卵管開口（proximal tubal opening）或近端開口（proximal ostium）。输卵管平均長度為10—14（3.9—5.5英寸），其中包括输卵管的壁內部分。输卵管會延伸到卵巢附近，從輸卵管遠端開口（distal tubal openings）有開往腹部的開口。其他哺乳动物的輸卵管會稱為oviduct，不過這也會用來指稱人類的輸卵管。输卵管由輸卵管繫膜（子宮闊韌帶繫膜的一部份）固定到位，而子宮闊韌帶繫膜會包住输卵管。闊韌帶的另一部份是固定卵巢的卵巢繫膜。

### 組成
输卵管由四個部份組成：從近端輸卵管開口開始，是子宮壁內或間質部分，連接到較窄的输卵管峽，输卵管峽連接到較寬的输卵管壺腹部，再連接到漏斗部及其相關的繖（fimbriae），透過輸卵管遠端開口通往腹膜腔。

#### 子宮壁內部分
输卵管子宮壁內部分或間質部份是在子宫肌层內。是输卵管最窄的部份，穿過子宮壁和输卵管峽連接。其寬度0.7 mm，長1 cm。

#### 输卵管峽
較窄的输卵管峽連接输卵管和子宮，往下連接输卵管壺腹部。输卵管峽是输卵管中截面圓形，堅固的肌肉部分，寬1–5 mm，長3 cm，输卵管峽部含有大量分泌細胞。

## 肌理
輸卵管的管壁富于平滑肌，管腔內面的黏膜有纖毛，纖毛運動與平滑肌收缩使卵细胞向子宫方向移動，如果受精卵停留在輸卵管内生長，則形成子宫外孕。